# Vanessa Daun
Vanessa Daun (* 22. März 1974 in Kranenburg am Niederrhein) ist Beraterin, Coach und Trainerin. Bis 2013 arbeitete sie als Theater-Schauspielerin.

## Leben
Ihr Lebensweg führt von Deutschland über die Niederlande, Frankreich, die Antillen nach Portugal und schließlich: wieder zurück nach Deutschland.
Vanessa Daun studierte Germanistik und Romanistik an den Universitäten Paris XII, Köln und Coimbra. Nach dem Magister-Abschluss in Germanistik und Romanistik im Jahr 1999 begann sie ihre Ausbildung zur Schauspielerin an der Bayrischen Theaterakademie August Everding in München. Im Jahr 2001 wurde sie für den Lore-Brunner-Preis nominiert, der für besondere schauspielerische Leistung vergeben wird. 2002 bestand Vanessa Daun Ihre Bühnenreife und damit ihr Diplom das Hochschulstudium in darstellender Kunst. Mehr als 12 Jahre arbeitete die Deutsch-Französin hauptberuflich als Schauspielerin, Produzentin und Managerin von Kulturformaten. 2007 übernahm sie die Musical- und Sprecherrolle der Barbara Blocksberg in „Bibi Blocksberg. Das Musical“. In der Spielzeit 2007/08 bis zur Spielzeit 2012/13 war sie festes Ensemblemitglied für das Dreispartenhaus Theater Trier.
Während Ihrer Zeit als Schauspielerin bildete Vanessa Daun sich Richtung Coaching und Training aus und weiter. Ihre Bereiche sind Positive Psychologie und Body Empowerment. 2010 gründete sie dann ihr erstes eigenes Unternehmen und verließ damit auch kurze Zeit später das Theater und die Kulturbühne.
2013 baute sie als Geschäftsführerin ein eigenes Trainingsinstitut mit Spezialisierung auf Personen des öffentlichen Raums auf. Zunächst lag ihr Schwerpunkt auf dem Thema Emotionale Intelligenz in Unternehmen und Führung. Heute ist Vanessa Daun Geschäftsführerin eines Beratungs- und Personalentwicklungs-Netzwerks für mittelständische Unternehmen in der Transformation.
Sie spricht fließend Deutsch, Englisch, Französisch, außerdem Portugiesisch und Niederländisch.